# Kai Wargalla

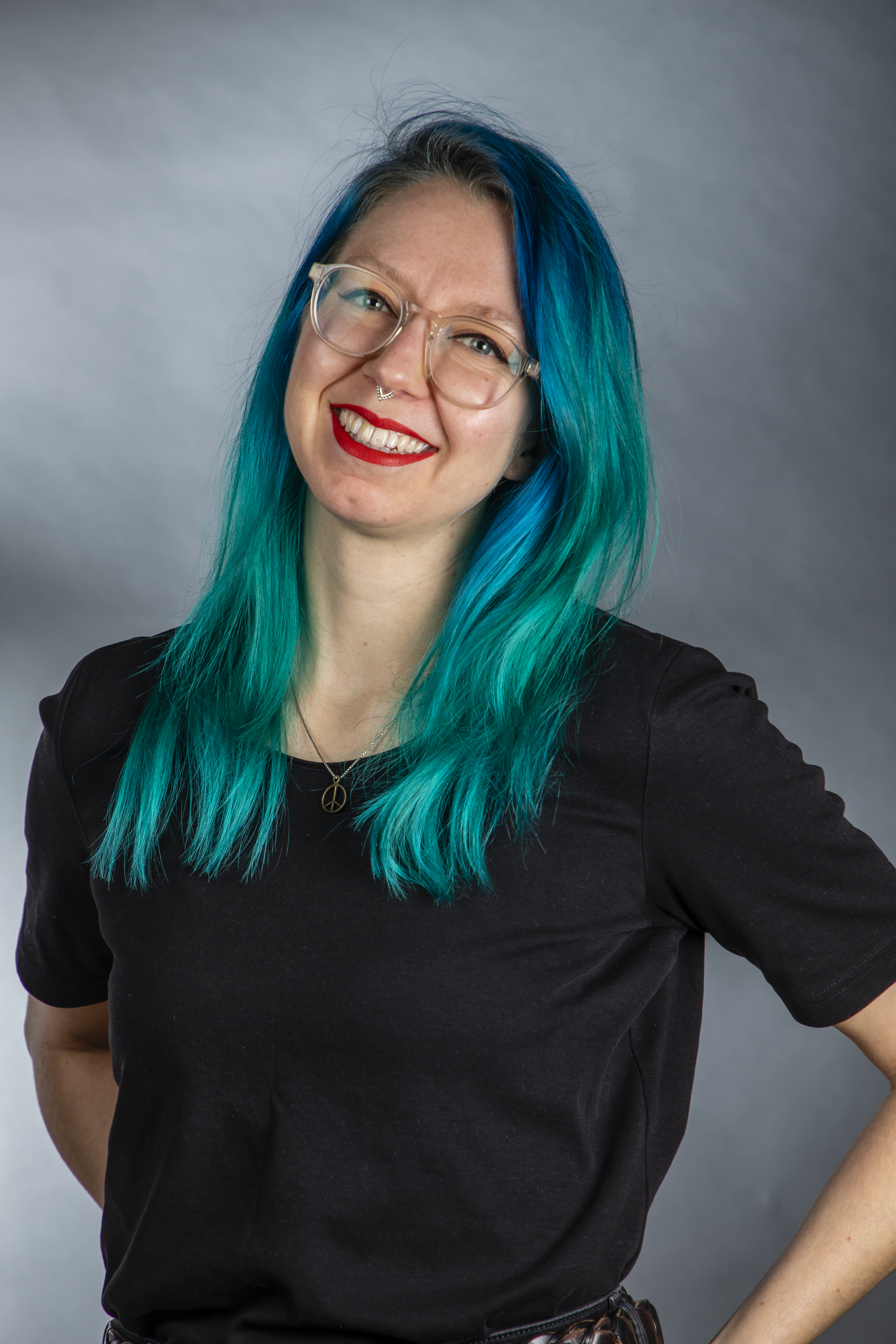
Kai-Lena Wargalla (2019)

Kai-Lena Wargalla (* 6. Dezember 1984 in Achim bei Bremen) ist eine deutsche Politikerin (Bündnis 90/Die Grünen) und Mitglied der Bremischen Bürgerschaft.

## Biografie

### Familie, Ausbildung und Beruf
Wargalla ist die Tochter der ehemaligen Abgeordneten in der Bremischen Bürgerschaft Elisabeth Wargalla und wuchs in Bremen auf. Nach dem Abitur studierte  sie in Magdeburg, Uppsala, London und Oldenburg. Abgeschlossen hat sie mit dem Certificate International Media & Communication Studies und dem Bachelor of Arts in Cultural Engineering: Kulturwissenschaften, Wissensmanagement, Logistik. Zurzeit macht sie das Masterstudium Sustainability Economics and Management an der Universität Oldenburg.
Nach Auslandsaufenthalten ist sie seit 2013 wieder in Deutschland. Sie war zunächst Leiterin der Begegnungsstätte in Huchting. Von Juli 2014 bis Juni 2016 arbeitete sie in einer Filiale von Alnatura.

### Politik
Wargalla ist Mitglied der Partei Bündnis 90/Die Grünen.

Im Januar 2016 wurde sie zusammen mit Ralph Saxe zur Vorstandssprecherin des Landesverbands der Bremer Grünen gewählt. Auf eine erneute Kandidatur im Dezember 2017 verzichtete sie, um die Trennung von Amt und Bürgerschaftsmandat zu wahren, da sie Mitglied der Bürgerschaft wurde.
Bei der Landtagswahl 2015 kandidierte sie  auf Platz 23 der Landesliste. Im September 2016 ist sie für Wilko Zicht in die Stadtbürgerschaft nachgerückt.
Sie war Mitglied in der Deputation für Kultur (Mitglied), Deputation für Soziales, Jugend und Integration sowie im Betriebsausschuss für die Stadtbibliothek Bremen.
Für die Bürgerschaftswahl 2019 kandidierte Wargalla auf Listenplatz 14 der Bremer Grünen und wurde mit den drittmeisten Kandidatenstimmen ihrer Partei über die Personenstimmen in das Landesparlament gewählt.
Seit 2019 ist sie Sprecherin/Vorsitzende der staatlichen und der städtischen Deputation für Kultur, Mitglied im Ausschuss für Bürgerbeteiligung, bürgerschaftliches Engagement und Beiräte sowie im Betriebsausschuss für die Stadtbibliothek Bremen und Bremer Volkshochschule und stellvertretendes Mitglied im Ausschuss für die Gleichstellung der Frau.
Sie ist Sprecherin ihrer Partei für Kulturpolitik, für Queer und für Strategien gegen Rechtsextremismus. Sie ist stellvertretende Sprecherin des Queerpolitischen Beirats der Stadt Bremen.
Für die Bürgerschaftswahl 2023 kandidierte sie auf Listenplatz 14 der Bremer Grünen und wurde mit den zweitmeisten Kandidatenstimmen ihrer Partei über die Personenstimmen in das Landesparlament gewählt.

Sie ist nunmehr in folgenden Gremien als Mitglied vertreten:
- Staatliche Deputation für Kultur
- Städtische Deputation für Inneres
- Städtische Deputation für Sport

### Weitere Mitgliedschaften
- Sie war in zahlreichen internationalen Organisationen aktiv und setzte sich unter anderem für die Freilassung von Julian Assange ein.
- Ab September 2011 war sie Mitbegründerin der  Protestbewegung Occupy in London und half in New York bei der Organisation von Occupy Wall Street,[9] koordinierte Kampagnen für Wikileaks und die Whistleblowerin Chelsea Manning. Zusammen mit Birgitta Jónsdóttir aus Island klagte sie im Stop-NDAA-Verfahren gegen den Militärhaushalt der USA.[10]